# Pronombre indefinido
Un pronombre indefinido es un pronombre cuyo referente no tiene el rasgo de definitud, y sólo se especifica la pertenencia a una cierta clase; se refieren a los seres de una manera imprecisa e informan de su identidad sin precisión si son indefinidos de cantidad.
Sintácticamente los pronombres indefinidos tienen un uso pronominal y un uso como determinante (adjetivo). De acuerdo con la hipótesis del sintagma determinante los indefinidos pueden ser el núcleo de dicho sintagma (el uso como determinante se da cuando tienen un complemento sintáctico, y el uso pronominal cuando no existe dicho complemento). Por ejemplo, en Alguno ha cogido el libro, no se sabe quién en concreto ha realizado la acción, y en los indefinidos de cantidad se informa meramente, como por ejemplo en No le eches demasiada sal a la comida, ya tiene demasiada no se detalla la cantidad exacta.
En la gramática tradicional de algunas lenguas se distinguió a veces entre "pronombres indefinidos" y "determinantes indefinidos", si bien el análisis de la lingüística moderna en realidad considera que ambos son la misma clase de palabras (aunque en configuraciones sintácticas diferentes) ya que en ambos casos el indefinido ocuparía sintácticamente la posición de núcleo sintáctico de un sintagma determinante.

## Polaridad de los indefinidos
En español y otras lenguas los indefinidos tienen el rasgo de polaridad, lo cual significa que en oraciones negativas deben aparecer los de polaridad negativa. Son bastantes numerosos, varían en género, número y otros son invariables.

### Polaridad de los indefinidos en español
| Variación de género y número | Sin variación de género | Sin variación de número | Invariables |
| ---------------------------- | ----------------------- | ----------------------- | ----------- |
| algún/alguno                 | bastante                | varios                  | alguien     |
| otro                         | tal                     | ninguno                 | algo        |
| mucho                        | cualquiera              | sendos                  | más         |
| poco                         | quienquiera             |                         | menos       |
| demasiado                    |                         |                         | demás       |
| todo                         |                         |                         | nada        |
| tanto                        |                         |                         | nadie       |
| cierto                       |                         |                         |             |

### Polaridad de los indefinidos en otros idiomas
|           | General          | Humano            | Inanimado           | Tiempo               | Lugar                      |
| --------- | ---------------- | ----------------- | ------------------- | -------------------- | -------------------------- |
| español   | alguno / ninguno | alguien / nadie   | algo / nada         | alguna vez / nunca   | algún sitio / ningún sitio |
| latín     | ullus / nullus   | aliqui / nemo     | non nihil / nihil   | nonnumquam / numquam | alicubi / nullibi          |
| esperanto | iu / neniu       | iu / neniu        | io / nenio          | iam / neniam         | ie / nenie                 |
| inglés    | someone / no one | somebody / nobody | something / nothing | sometimes / never    | somewhere / nowhere        |
| alemán    | jeder / keiner   | jemand / niemand  | etwas / nichts      | manchmal / nie       | irgendwo / nirgendwo       |